# Chlorida obliqua
Chlorida obliqua es una especie de escarabajo longicornio del género Chlorida, tribu Bothriospilini, subfamilia Cerambycinae. Fue descrita científicamente por Buquet en 1852.

## Descripción
Mide 29 milímetros de longitud.

## Distribución
Se distribuye por Colombia.